# Phan Bá Dân
Phan Bá Dân (sinh 1959) là một sĩ quan cấp cao trong Quân đội nhân dân Việt Nam, hàm Thiếu tướng, nguyên Phó Chủ nhiệm Tổng cục Hậu cần

## Thân thế binh nghiệp
Năm 2010, ông được bổ nhiệm giữ chức Phó Tham mưu trưởng Tổng cục Hậu cần
Năm 2013, ông được bổ nhiệm giữ chức Phó Chủ nhiệm Tổng cục Hậu cần
Năm 2019, ông nghỉ chờ hưu
Thiếu tướng (2015)